# Gmina Ożarów Mazowiecki
Die Gmina Ożarów Mazowiecki ist eine Stadt-und-Land-Gemeinde im Powiat Warszawski Zachodni der Woiwodschaft Masowien in Polen. Kreisstadt und Sitz der Gemeinde ist die gleichnamige Stadt mit etwa 11.700 Einwohnern.

## Geographie

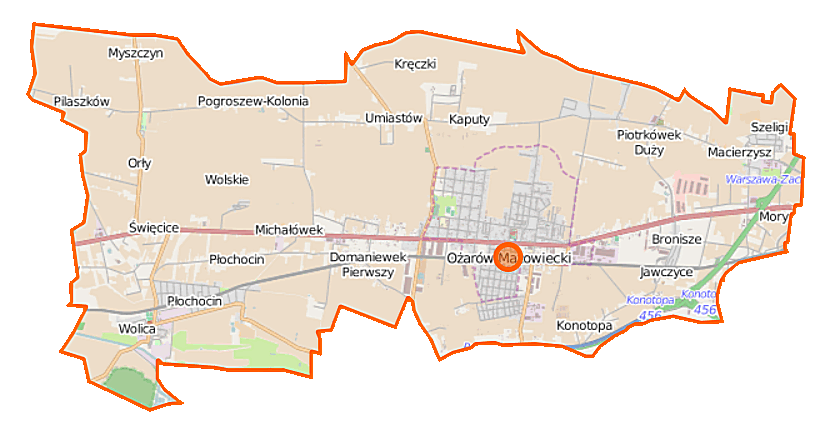
Karte der Gemeinde

Die Gemeinde grenzt im Osten an die Landeshauptstadt Warschau. Ihr Gebiet ist nahezu unbewaldet.

## Geschichte
Die Gmina Ożarów wurde 1954 in verschiedene Gromadas umgewandelt. Der Ort Ozarów-Franciszków erhielt 1967 als Ożarów Mazowiecki die Stadtrechte. Im Jahr 1973 wurden die Gromadas aufgelöst und die Landgemeinde wieder gebildet. Von 1975 bis 1998 gehörte das Gemeindegebiet zur stark verkleinerten Woiwodschaft Warschau. Der Powiat Pruszkowski wurde in dieser Zeit aufgelöst.
Stadt- und Landgemeinde wurden 1990/1991 zur Stadt-und-Land-Gemeinde zusammengelegt. Diese gehört seit 1999 zur Woiwodschaft Masowien und zum Powiat Warszawski Zachodni, die neu gebildet wurden. Zum 1. Januar 2006 wurde der Sitz des Powiats von Warschau nach Ożarów Mazowiecki verlegt.

## Gliederung
Zur Stadt-und-Land-Gemeinde (gmina miejsko-wiejska) Ożarów Mazowiecki mit 26.151 Einwohnern (Stand 31. Dezember 2020) gehören die Stadt selbst und 31 Dörfer mit 25 Schulzenämtern (sołectwa):
Bronisze
Duchnice
Domaniewek Pierwszy
Gołaszew
Jawczyce
Kaputy-Kręczki
Konotopa
Koprki
Macierzysz
Mory
Michałówek
Myszczyn
Ołtarzew
Orły-Kolonia
Piotrkówek Duży
Piotrkówek Mały
Pilaszków
Pogroszew
Pogroszew-Kolonia
Płochocin-Wieś
Święcice
Umiastów
Wieruchów
Wolskie
Weitere Orte der Gemeinde sind Duchnice, Józefów, Orły, Strzykuły, Szeligi und Wolica.

## Verkehr
Die Gemeinde hat eine verkehrsgünstige Lage. Auf ihrem Gebiet liegt der Autobahnknoten Konotopa. Auffahrten bestehen zur Autobahn A2 und zu den Schnellstraßen S2 sowie S8/S7. Die Landesstraße DK92 von Frankfurt (Oder) nach Warschau durchzieht die Gemeinde von West nach Ost.
An der Bahnstrecke Warschau–Posen–Berlin bestehen der Bahnhof Ożarów Mazowiecki und der Haltepunkt Płochocin.
Der nächste internationale Flughafen ist Warschau (WAW), der Flugplatz Warschau-Babice ist nur wenige Kilometer entfernt.

## Persönlichkeiten
- Józef Jankowski (1910–1941), Priester und seliggesprochener Märtyrer – mit Orten der Gemeinde verbunden.